# Вербовий Михайло Вікторович
Миха́йло Ві́кторович Вербовий (* 23 лютого 1993 — †27 липня 2014, Лутугинський район) — солдат Збройних сил України, учасник російсько-української війни.

## Життєпис
Народився і проживав у селі Південному Нікопольського району Дніпропетровської області. Мріяв стати військовиком, однак мав проблеми із зором. Позивний Міша Сліпий з Нікополя або Лєший.
Активіст Євромайдану, член Самооборони. Був добровольцем батальйону «Золоті ворота», згодом перевівся в батальйон «Айдар». 27 липня 2014-го під час розвідувальної операції трагічно загинув разом з 11 побратимами — підполковник Володимир Коврига, старший лейтенант Ігор Римар, старший сержант Сергій Шостак, сержант Микола Личак, старший солдат Іван Куліш, солдати Іолчу Алієв, Віталій Бойко, Ілля Василаш, Олександр Давидчук, Орест Квач, Станіслав Менюк.
Похований на кладовищі в селі Південне Нікопольського району Дніпропетровської області.
Без сина лишилися батьки.

## Нагороди та вшанування
За особисту мужність, сумлінне та бездоганне служіння Українському народові, зразкове виконання військового обов'язку відзначений — нагороджений
- 27 червня 2015 року — орденом «За мужність» III ступеня (посмертно).
- у школі села Південне, яку закінчив Михайло, відкрито меморіальну дошку його честі.
- Нагрудний знак «За оборону Луганського аеропорту» (посмертно).